# Ved fængslets port
Ved fænglets port (trad. letterale: "Alle porte del carcere"; titolo inglese: "Temptations of a Great City") è un film danese del 1911, diretto da August Blom.

## Trama
Aage Hellertz è un giovane spendaccione, che vive con la madre, Metha. Nel giorno stesso in cui Metha salda i debiti che il figlio ha con Charles Hansen, il proprietario di un locale che frequenta spesso, Aage cede alla tentazione di raggiungere gli amici in una dispendiosa serata nel solito locale, dove si esibisce l’amica Stella, e si fa prestare del danaro dal maggiordomo.
Aage, rimasto di nuovo senza soldi, si fa convincere da Hansen, che nel medesimo tempo è anche un prestatore ad usura, a contrarre un prestito. Giunto nei suoi uffici, si innamora, ricambiato, di sua figlia Anna, e la invita audacemente a casa propria per un festino a due. La madre li scopre, e, esasperata, li allontana da casa.
Aage ed Anna quindi si mettono a convivere altrove. Ma le scadenze del prestito si avvicendano inesorabilmente. Aage medita il suicidio, poi falsifica la firma della madre su un assegno, infine giunge a penetrare nottetempo nella casa della madre, per derubarla.
Anna, preoccupata per la lunga assenza di Aage, torna a casa di suo padre, e riesce a dar fuoco ai documenti che testimoniano l’esistenza del prestito. Intanto Aage e la madre, riconciliati, si recano a casa di Charles Hansen, che però trovano morto, evidentemente in seguito all’emozionante diverbio che ha appena avuto con la figlia.
A questo punto Metha, commossa dall’amore che Anna ha manifestato per il figlio, la accoglie di buon grado in famiglia.